# Tuffi ai campionati mondiali di nuoto 2023 - Trampolino 1 metro maschile
La gara dei tuffi dal trampolino 1 metro maschile dei campionati mondiali di nuoto 2023 si è disputata tra il 14 e 16 luglio 2023 presso la Piscina della Prefettura di Fukuoka di Fukuoka. La gara, a cui hanno preso parte 63 atleti provenienti da 41 nazioni, si è svolta in due turni, in ognuno dei quali l'atleta ha eseguito una serie di sei tuffi.
La competizione è stata vinta dal tuffatore cinese Peng Jianfeng, mentre l'argento e il bronzo sono andati rispettivamente al messicano Osmar Olvera e all'altro cinese Zheng Jiuyuan.

## Programma
| Data           | Ora (UTC+9) | Turno       |
| -------------- | ----------- | ----------- |
| 14 luglio 2023 | 15:00       | Preliminari |
| 16 luglio 2023 | 14:30       | Finale      |

## Risultati
| Pos.    | Atleta                   | Nazionalità     | Preliminari | Preliminari | Finale          | Finale          |
| Pos.    | Atleta                   | Nazionalità     | Punti       | Pos.        | Punti           | Pos.            |
| ------- | ------------------------ | --------------- | ----------- | ----------- | --------------- | --------------- |
| Oro     | Peng Jianfeng            | Cina            | 403,75      | 1           | 440,45          | 1               |
| Argento | Osmar Olvera             | Messico         | 395,85      | 2           | 428,85          | 2               |
| Bronzo  | Zheng Jiuyuan            | Cina            | 371,65      | 5           | 418,30          | 3               |
| 4       | Juan Manuel Celaya       | Messico         | 362,30      | 10          | 406,25          | 4               |
| 5       | Li Shixin                | Australia       | 374,50      | 4           | 400,55          | 5               |
| 6       | Moritz Wesemann          | Germania        | 364,45      | 7           | 388,55          | 6               |
| 7       | Woo Ha-ram               | Corea del Sud   | 362,65      | 9           | 385,50          | 7               |
| 8       | Jordan Houlden           | Gran Bretagna   | 374,90      | 3           | 382,90          | 8               |
| 9       | Jack Ryan                | Stati Uniti     | 363,75      | 8           | 376,35          | 9               |
| 10      | Jules Bouyer             | Francia         | 361,50      | 11          | 374,15          | 10              |
| 11      | Danylo Konovalov         | Ucraina         | 360,25      | 12          | 354,15          | 11              |
| 12      | Jonathan Suckow          | Svizzera        | 369,00      | 6           | 349,40          | 12              |
| 13      | Lyle Yost                | Stati Uniti     | 355,05      | 13          | Non qualificate | Non qualificate |
| 14      | Giovanni Tocci           | Italia          | 354,00      | 14          | Non qualificate | Non qualificate |
| 15      | Jonathan Ruvalcaba       | Rep. Dominicana | 353,85      | 15          | Non qualificate | Non qualificate |
| 15      | Kacper Lesiak            | Polonia         | 353,85      | 15          | Non qualificate | Non qualificate |
| 17      | Jake Passmore            | Irlanda         | 344,60      | 17          | Non qualificate | Non qualificate |
| 18      | Lorenzo Marsaglia        | Italia          | 340,70      | 18          | Non qualificate | Non qualificate |
| 19      | Dariush Lotfi            | Austria         | 327,15      | 19          | Non qualificate | Non qualificate |
| 20      | Luis Uribe               | Colombia        | 327,10      | 20          | Non qualificate | Non qualificate |
| 21      | Alexis Jandard           | Francia         | 322,70      | 21          | Non qualificate | Non qualificate |
| 22      | Yona Knight-Wisdom       | Giamaica        | 319,20      | 22          | Non qualificate | Non qualificate |
| 23      | Daniel Restrepo          | Colombia        | 318,35      | 23          | Non qualificate | Non qualificate |
| 24      | Carlos Reinerio Escalona | Cuba            | 316,30      | 24          | Non qualificate | Non qualificate |
| 25      | Andrzej Rzeszutek        | Polonia         | 316,05      | 25          | Non qualificate | Non qualificate |
| 26      | Jesús Liranzo            | Perù            | 313,50      | 26          | Non qualificate | Non qualificate |
| 27      | Rafael Fogaça            | Brasile         | 311,35      | 27          | Non qualificate | Non qualificate |
| 28      | Bryden Hattie            | Canada          | 311,30      | 28          | Non qualificate | Non qualificate |
| 29      | Adrián Abadía            | Spagna          | 311,15      | 29          | Non qualificate | Non qualificate |
| 30      | Alexander Lube           | Germania        | 309,70      | 30          | Non qualificate | Non qualificate |
| 31      | Rikuto Tamai             | Giappone        | 298,60      | 31          | Non qualificate | Non qualificate |
| 32      | Nikolaj Schaller         | Austria         | 297,00      | 32          | Non qualificate | Non qualificate |
| 33      | Martynas Lisauskas       | Lituania        | 295,10      | 33          | Non qualificate | Non qualificate |
| 34      | Avvir Tham               | Singapore       | 291,65      | 34          | Non qualificate | Non qualificate |
| 35      | Elias Petersen           | Svezia          | 291,20      | 35          | Non qualificate | Non qualificate |
| 36      | Jesus Gonzalez Reyes     | Venezuela       | 290,50      | 36          | Non qualificate | Non qualificate |
| 37      | Frandiel Gómez           | Rep. Dominicana | 289,60      | 37          | Non qualificate | Non qualificate |
| 38      | David Ledinski           | Croazia         | 288,55      | 38          | Non qualificate | Non qualificate |
| 39      | Mohamed Farouk           | Egitto          | 287,70      | 39          | Non qualificate | Non qualificate |
| 40      | Raphael Max              | Brasile         | 285,65      | 40          | Non qualificate | Non qualificate |
| 41      | Donato Neglia            | Cile            | 283,85      | 41          | Non qualificate | Non qualificate |
| 42      | David Ekdahl             | Svezia          | 282,20      | 42          | Non qualificate | Non qualificate |
| 43      | Isak Borslien            | Norvegia        | 280,45      | 43          | Non qualificate | Non qualificate |
| 44      | Alberto Arévalo          | Spagna          | 279,00      | 44          | Non qualificate | Non qualificate |
| 45      | Yohan Eskrick-Parkinson  | Giamaica        | 277,05      | 45          | Non qualificate | Non qualificate |
| 46      | Alexandru Avasiloae      | Romania         | 275,40      | 46          | Non qualificate | Non qualificate |
| 47      | Tornike Onikashvili      | Georgia         | 275,35      | 47          | Non qualificate | Non qualificate |
| 48      | Irakli Sakandelidze      | Georgia         | 263,10      | 48          | Non qualificate | Non qualificate |
| 49      | Matej Nevešćanin         | Croazia         | 257,55      | 49          | Non qualificate | Non qualificate |
| 50      | Kim Yeong-taek           | Corea del Sud   | 256,00      | 50          | Non qualificate | Non qualificate |
| 51      | Hanis Jaya Surya         | Malaysia        | 250,10      | 51          | Non qualificate | Non qualificate |
| 52      | Mohamed Noaman           | Egitto          | 248,50      | 52          | Non qualificate | Non qualificate |
| 53      | Gabriel Gilbert Daim     | Malaysia        | 242,95      | 53          | Non qualificate | Non qualificate |
| 54      | Athanasios Tsirikos      | Grecia          | 240,75      | 54          | Non qualificate | Non qualificate |
| 55      | Pak Yin Curtis Yuen      | Hong Kong       | 237,05      | 55          | Non qualificate | Non qualificate |
| 56      | London Singh Hemam       | India           | 235,65      | 56          | Non qualificate | Non qualificate |
| 57      | Adityo Restu Putra       | Indonesia       | 232,80      | 57          | Non qualificate | Non qualificate |
| 58      | Thibaud Bucher           | Svizzera        | 231,75      | 58          | Non qualificate | Non qualificate |
| 59      | Diego Carquin            | Cile            | 224,80      | 59          | Non qualificate | Non qualificate |
| 60      | Maori Pomeroy-Farrell    | Figi            | 224,00      | 60          | Non qualificate | Non qualificate |
| 61      | Stefanus Steenkamp       | Sudafrica       | 219,30      | 61          | Non qualificate | Non qualificate |
| 62      | Sebastian Konecki        | Lituania        | 216,45      | 62          | Non qualificate | Non qualificate |
| 63      | Abdulrahman Abbas        | Kuwait          | 201,80      | 63          | Non qualificate | Non qualificate |